# Championnat du Maroc de basket-ball de deuxième division
Le Championnat du Maroc de basket-ball de deuxième division est appelé Nationale 1. Il comprend 16 équipes.

## Les clubs de l'édition 2013-14

### Poule 1
- AS Taza
- USBB Berkane
- USF Fés
- IRCH Chaouen

### Poule 2
- Moghreb de Rabat
- Chabab Mohamedia
- UTS Touarga
- Stade Marocain

### Poule 3
- OC Khouribga
- Tihad SC
- RCOZ Oued Zem
- RBM Béni Mellal

### Poule 4
- Kawkab Marrakech
- Raja Club Athletic
- Club Olympique El Jadida
- CSBA cite suisse agadir

## Palmarès
- 1938 : Wydad AC
- 2010 : Wydad AC
- 2014 : Raja CA